# The Expanse
The Expanse è una serie televisiva statunitense di fantascienza sviluppata da Mark Fergus e Hawk Ostby e basata sull'omonima serie letteraria, una space opera scritta da Daniel Abraham e Ty Franck sotto lo pseudonimo di James S. A. Corey.
Le prime tre stagioni della serie sono state trasmesse dalla rete via cavo Syfy dal 14 dicembre 2015 al 27 giugno 2018. In seguito alla cancellazione della serie da parte della rete televisiva, annunciata il 10 maggio 2018, i diritti di distribuzione sono stati acquisiti da Amazon, che il 25 maggio 2018 ha annunciato la produzione di una quarta stagione. Quest'ultima è stata pubblicata sulla piattaforma di streaming on demand Prime Video il 13 dicembre 2019. Il 27 luglio 2019, la serie è stata rinnovata per una quinta stagione, la quale ha debuttato il 16 dicembre 2020. Il 25 novembre 2020, la serie è stata rinnovata per una sesta e ultima stagione, la quale ha debuttato il 10 dicembre 2021.

## Trama
Nel XXIII secolo, il sistema solare è stato colonizzato dagli umani e si trova in una situazione di precario equilibrio geopolitico a causa delle tensioni fra la Terra e le ex-colonie marziane, oramai indipendenti sotto il vessillo della Repubblica congressuale marziana, e del degrado sociale in cui sopravvive gran parte della popolazione degli avamposti nella fascia principale degli asteroidi e sui pianeti esterni.
In questo difficile contesto, si intrecciano le vicende del detective di polizia Josephus Miller, di stanza su Cerere, a cui viene affidata l'indagine sulla scomparsa di una donna terrestre, Julie Andromeda Mao, e il secondo ufficiale del cargo porta ghiaccio Canterbury, James Holden, inavvertitamente coinvolto in un incidente che rischia di destabilizzare irreversibilmente le relazioni tra Marte e la Terra e innescare un conflitto interplanetario.

## Episodi
| Stagione         | Episodi | Distribuzione USA | Distribuzione Italia |
| ---------------- | ------- | ----------------- | -------------------- |
| Prima stagione   | 10      | 2015-2016         | 2016                 |
| Seconda stagione | 13      | 2017              | 2017                 |
| Terza stagione   | 13      | 2018              | 2019                 |
| Quarta stagione  | 10      | 2019              | 2019                 |
| Quinta stagione  | 10      | 2020-2021         | 2020-2021            |
| Sesta stagione   | 6       | 2021-2022         | 2021-2022            |

### The Expanse: One Ship
The Expanse: One Ship è una webserie distribuita da Prime Video all'interno della sezione contenuti extra di X-Ray come accompagnamento della sesta e ultima stagione. Ogni webisodio ha una durata di circa cinque minuti e mostra alcuni momenti con i protagonisti a bordo delle rispettive navi.
| nº | Titolo originale  | Pubblicazione    | Regia      | Sceneggiatura                        |
| -- | ----------------- | ---------------- | ---------- | ------------------------------------ |
| 1  | Ankawala          | 10 dicembre 2021 | Lewin Webb | Julianna Damewood                    |
| 2  | Zenobia           | 17 dicembre 2021 | Lewin Webb | Julianna Damewood                    |
| 3  | Win or Lose       | 24 dicembre 2021 | Lewin Webb | Wes Chatham e Glenton Richards       |
| 4  | Night Watch       | 31 dicembre 2021 | Lewin Webb | Glenton Richards                     |
| 5  | Remember the Cant | 7 gennaio 2022   | Lewin Webb | Julianna Damewood e Glenton Richards |

## Personaggi e interpreti

### Personaggi principali
- Josephus Miller (stagioni 1-2; apparizioni speciali stagioni 3-4), interpretato da Thomas Jane, doppiato da Andrea Ward.
Nativo della fascia principale degli asteroidi, è un detective di polizia di Cerere. A lui viene assegnato il caso della scomparsa di Julie Mao.[8]
- James Holden (stagioni 1-6), interpretato da Steven Strait, doppiato da Marco Vivio.
Secondo ufficiale del cargo portaghiaccio Canterbury.[8]
- Alex Kamal (stagioni 1-5), interpretato da Cas Anvar, doppiato da Stefano Alessandroni.
Pilota della Canterbury.[9]
- Naomi Nagata (stagioni 1-6), interpretata da Dominique Tipper, doppiata da Gemma Donati.
Ingegnere capo della Canterbury.[9]
- Amos Burton (stagioni 1-6), interpretato da Wes Chatham, doppiato da Andrea Mete.
Meccanico della Canterbury.[9]
- Shed Garvey (stagione 1), interpretato da Paulo Costanzo, doppiato da Edoardo Stoppacciaro.
Tecnico sanitario della Canterbury.[9]
- Juliette "Julie" Andromeda Mao (stagioni 1-2; apparizione speciale stagione 3), interpretata da Florence Faivre, doppiata da Giò Giò Rapattoni.
La figlia scomparsa di Jules-Pierre Mao, erede ribelle di una delle più potenti corporazioni del sistema solare.
- Sadavir Errinwright (stagioni 1-3), interpretato da Shawn Doyle, doppiato da Antonio Palumbo.
Sottosegretario delle Nazioni Unite, organismo che rappresenta il governo della Terra.[10]
- Chrisjen Avasarala (stagioni 1-6), interpretata da Shohreh Aghdashloo, doppiata da Aurora Cancian.
Vice-Sottosegretario delle Nazioni Unite.[8]
- Roberta "Bobbie" W. Draper (stagioni 2-6), interpretata da Frankie Adams, doppiata da Paola Majano.
Sergente dei Martian Marines.
- Camina Drummer (stagioni 4-6; ricorrente stagioni 2-3), interpretata da Cara Gee, doppiata da Rossella Acerbo.
Responsabile della sicurezza della Stazione Tycho e, successivamente, capitano della OPAS Behemoth.
- Marco Inaros (stagioni 5-6; ricorrente stagione 4), interpretato da Keon Alexander, doppiato da Paolo Vivio.
- Filip Inaros (stagioni 5-6; ospite stagione 4), interpretato da Jasai Chase Owens.
- Clarissa Melpomene Mao (stagioni 5-6; ricorrente stagione 3; ospite stagione 4), interpretata da Nadine Nicole.

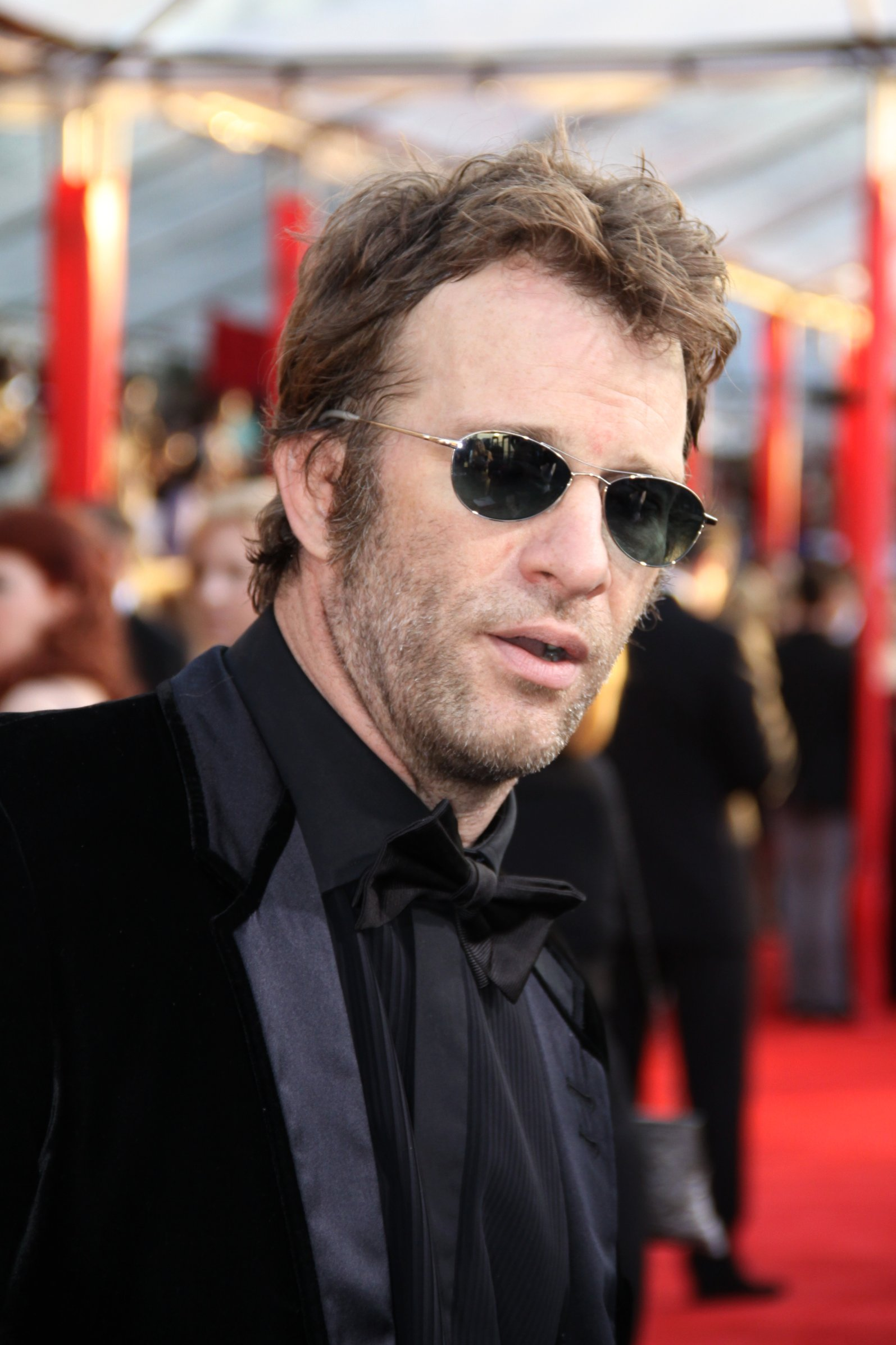
Thomas Jane interpreta Josephus Miller
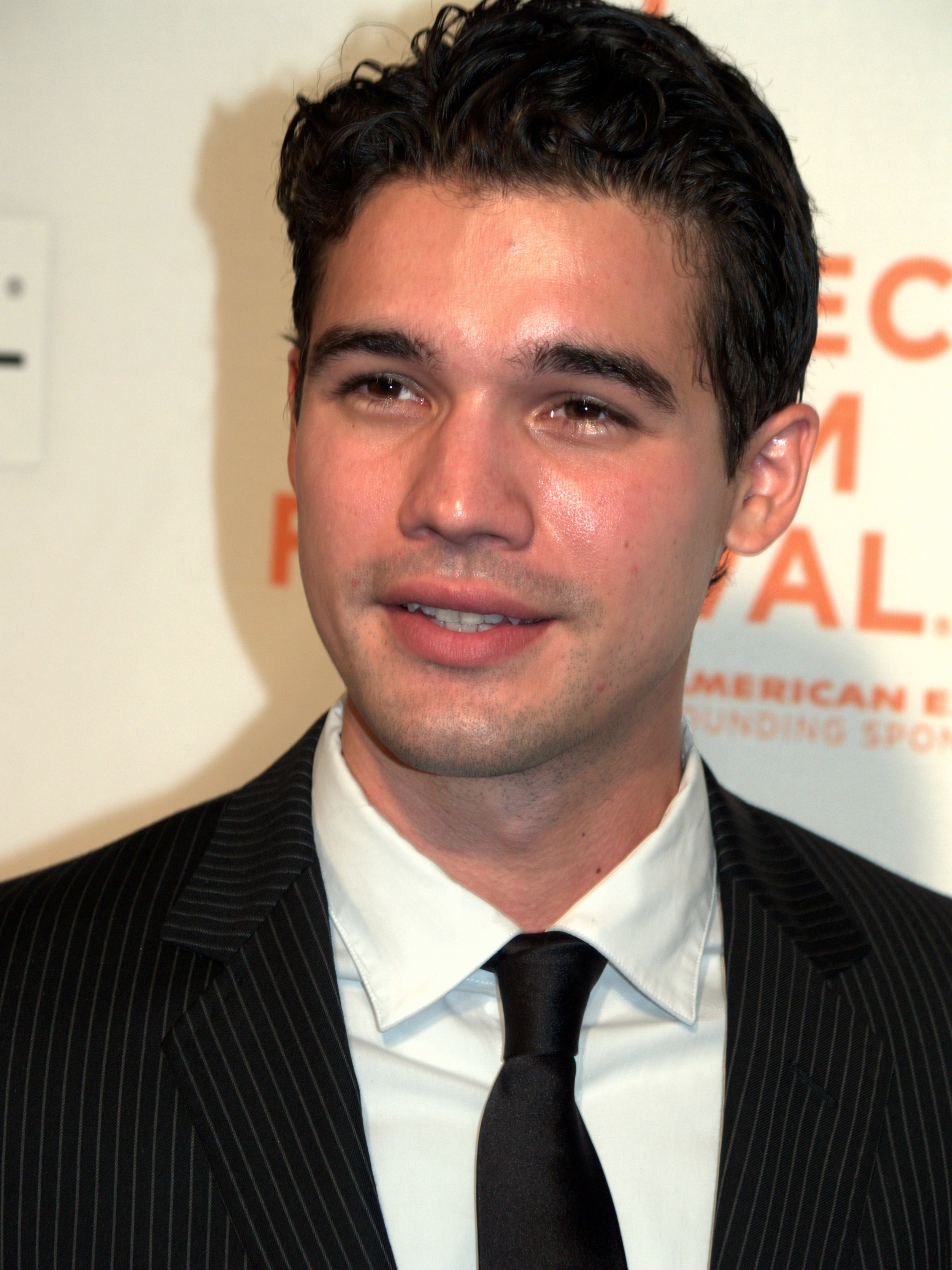
Steven Strait interpreta James Holden
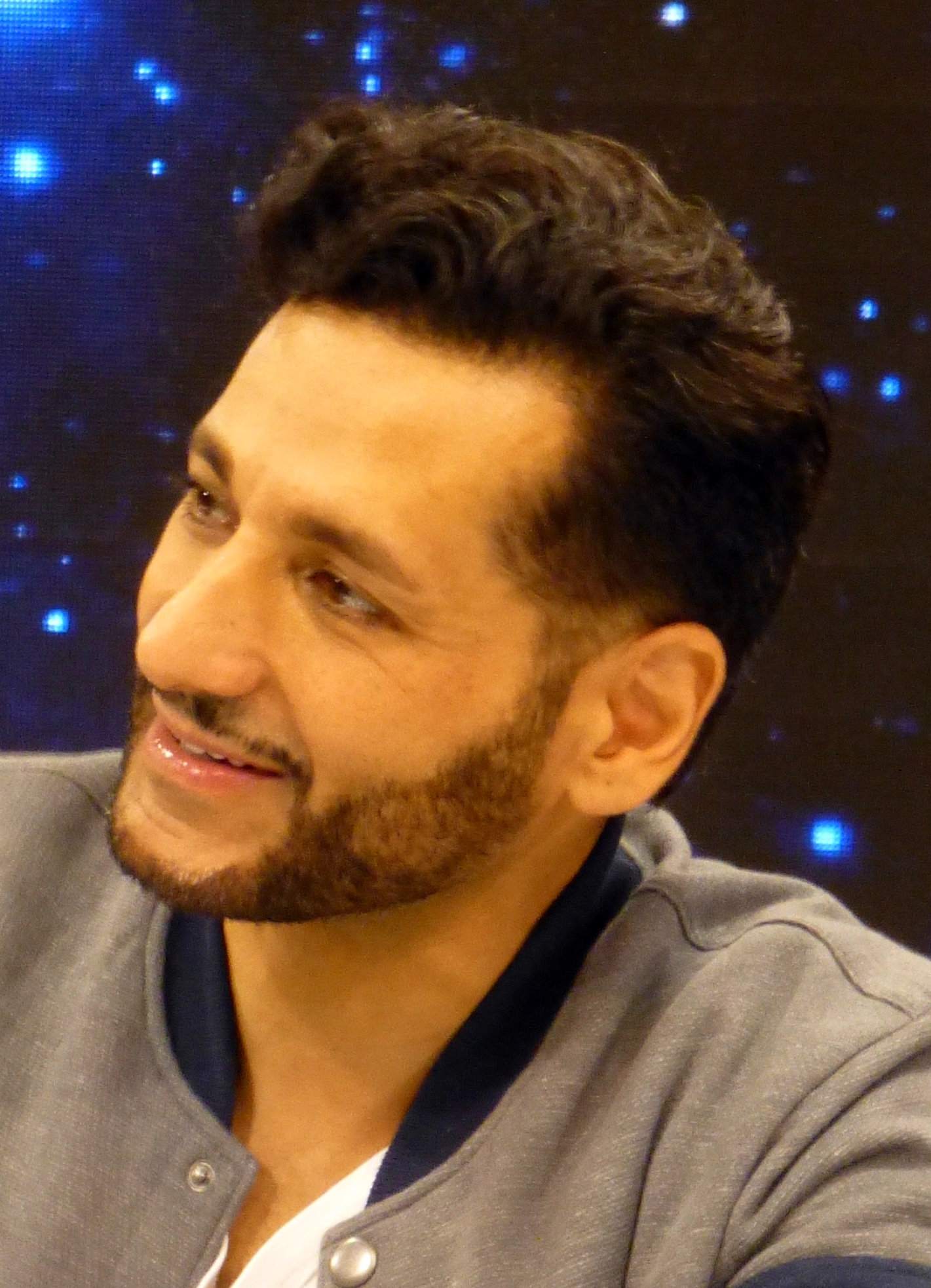
Cas Anvar interpreta Alex Kamal
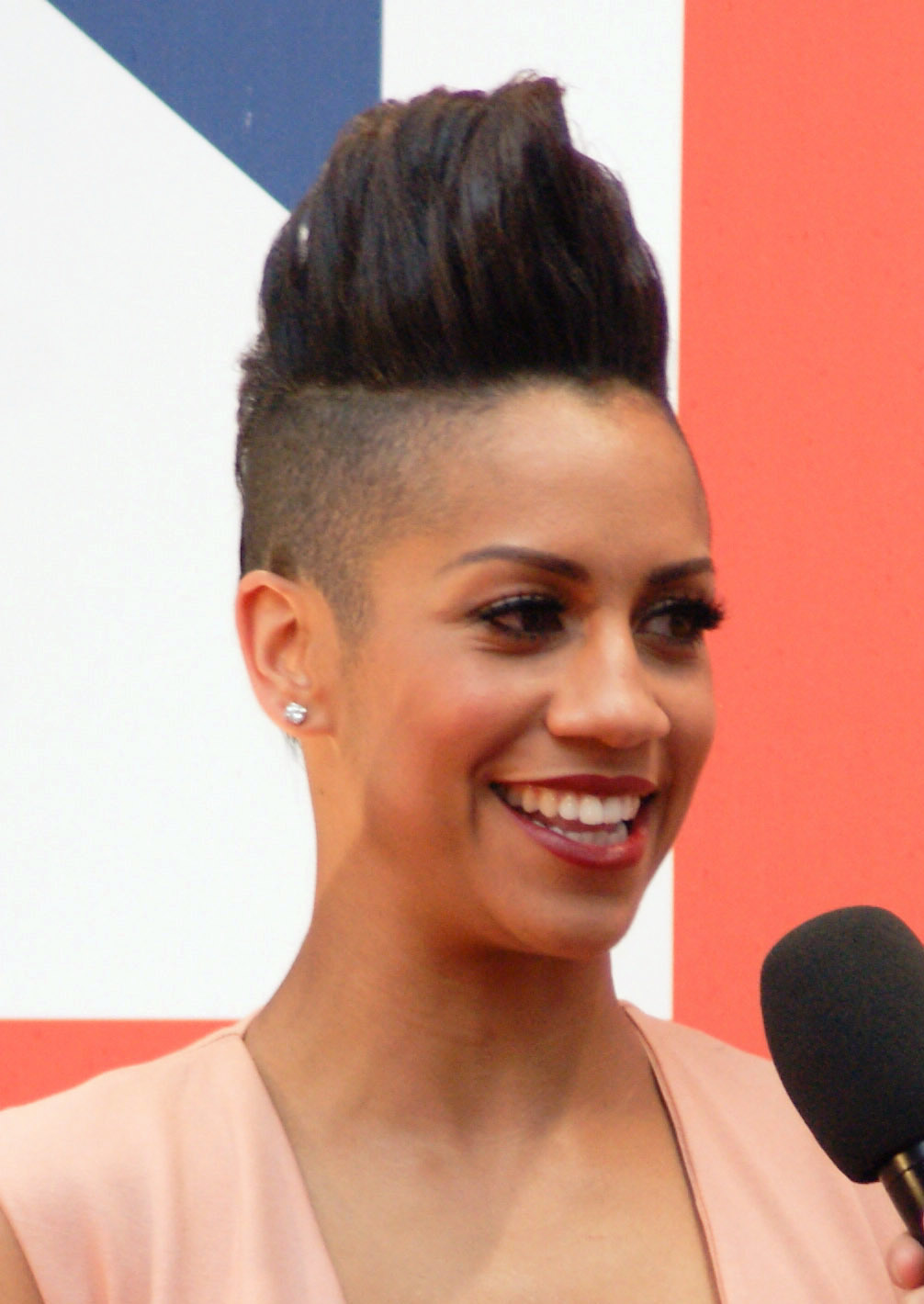
Dominique Tipper interpreta Naomi Nagata
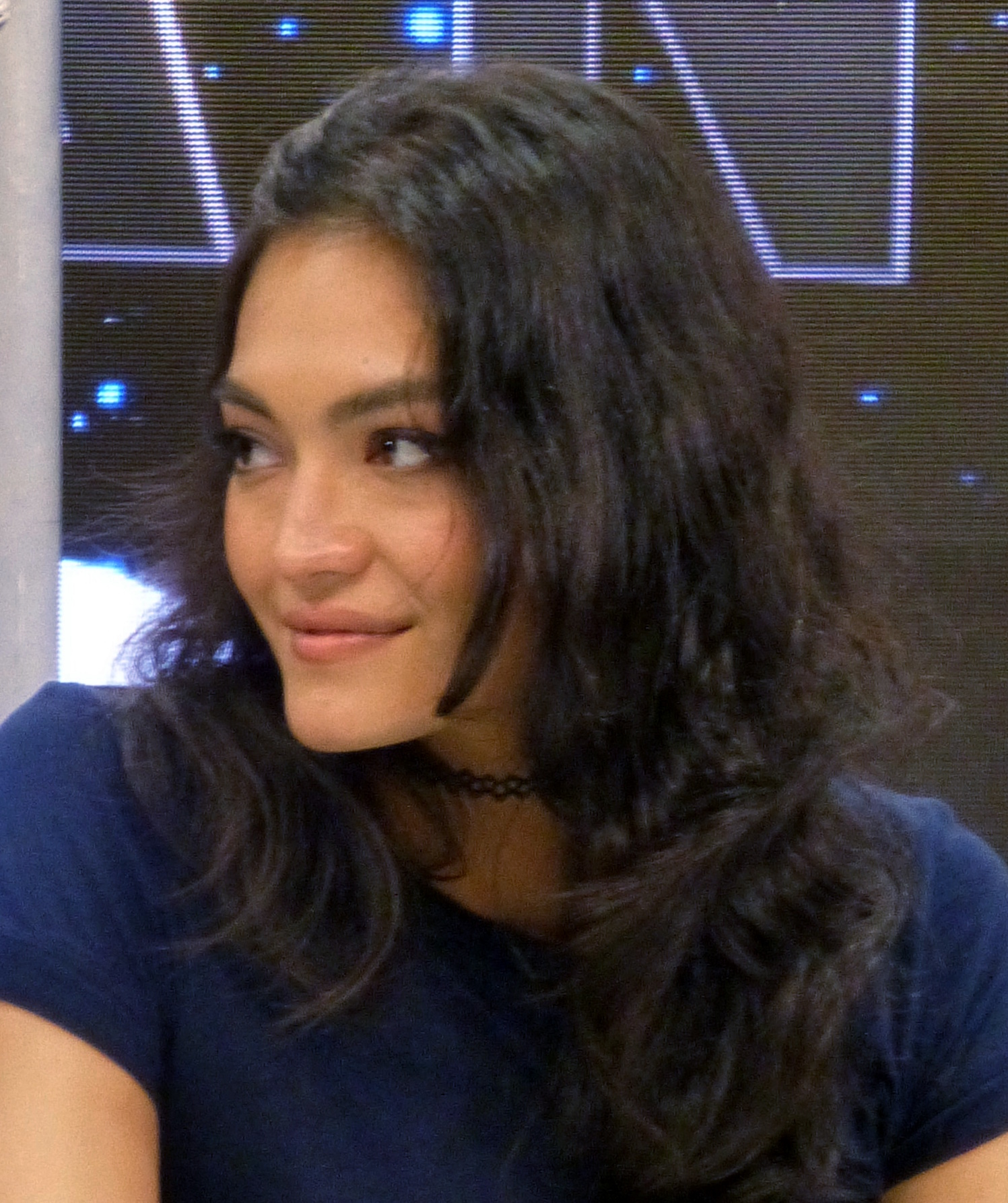
Florence Faivre interpreta Juliette Andromeda Mao
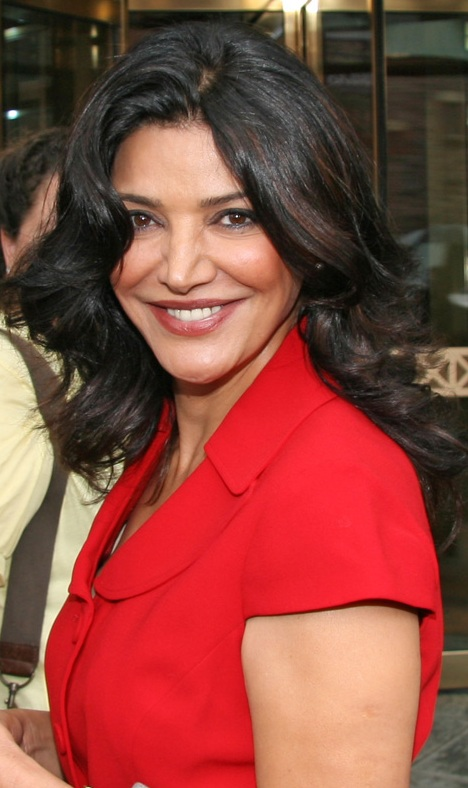
Shohreh Aghdashloo interpreta Chrisjen Avasarala
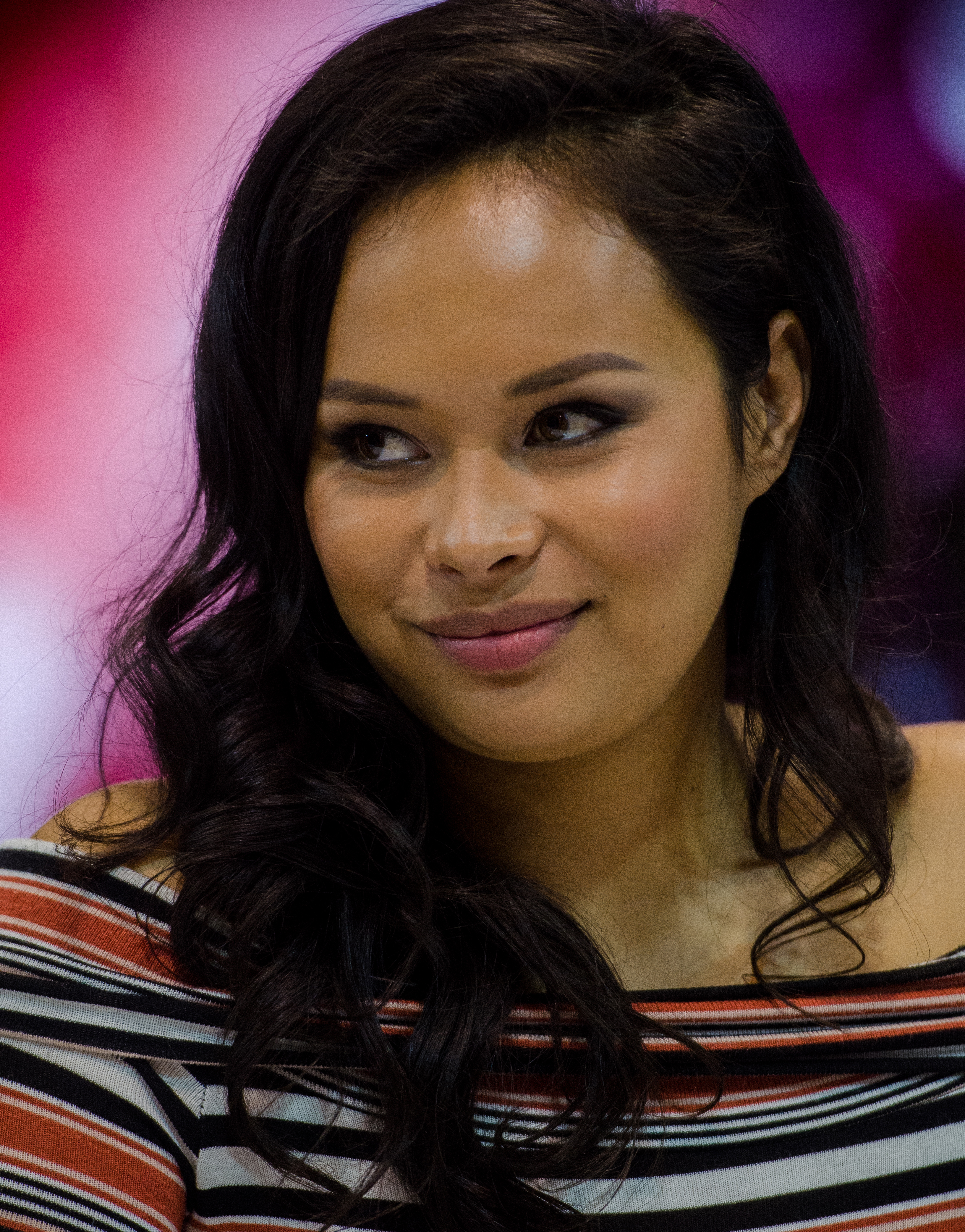
Frankie Adams interpreta Roberta "Bobbie" W. Draper

### Personaggi ricorrenti
- Dmitri Havelock (stagione 1), interpretato da Jay Hernandez.
Un poliziotto terrestre di stanza su Cerere, partner di Miller.
- Shaddid (stagione 1), interpretata da Lola Glaudini, doppiata da Alessandra Cassioli.
Il capo di Miller.
- Octavia Muss (stagione 1), interpretata da Athena Karkanis, doppiata da Eleonora Reti.
Detective, collega di Miller.
- Arjun Avasarala-Rao (stagioni 1, 4; ospite stagione 2), interpretato da Brian George (stagioni 1-2) e da Michael Benyaer (stagione 4), doppiato da Pierluigi Astore.
Marito di Chrisjen Avasarala.
- Jules-Pierre Mao (stagioni 1-3), interpretato da François Chau.
Imprenditore e padre di Julie e Clarissa.
- Anderson Dawes (stagione 1; ospite stagione 2), interpretato da Jared Harris, doppiato da Stefano Santerini.
Membro dell'Alleanza dei Pianeti Esterni (Outer Planets Alliance), una organizzazione terroristica, secondo il governo terrestre, che aspira all'indipendenza delle colonie e delle stazioni della fascia principale degli asteroidi e dei pianeti che orbitano oltre la fascia.
- K. Lopez (stagione 1), interpretato da Greg Bryk, doppiato da Massimo Lodolo.
Ufficiale della Flotta Marziana.
- Fred Johnson (stagioni 1-2, 5; ospite stagioni 3, 4), interpretato da Chad L. Coleman, doppiato da Stefano Mondini.
Leader dell'Alleanza dei Pianeti Esterni.
- Kenzo Gabriel (stagione 1), interpretato da Elias Toufexis, doppiato da Gabriele Lopez.
Spia terrestre operante sulla Stazione Tycho.
- Antony Dresden (stagione 1; ospite stagione 2), interpretato da Daniel Kash.
- Sematimba (stagione 1; ospite stagione 2), interpretato da Kevin Hanchard, doppiato da Paolo Marchese.
Ispettore di Carne por la Machina, una corporazione privata che gestisce la sicurezza della Stazione Eros.
- Sutton (stagione 2), interpretato da Hugh Dillon.
- Augusto Nguyễn (stagioni 2-3), interpretato da Byron Mann.
- Cotyar Ghazi (stagioni 2-3), interpretato da Nick E. Tarabay.
- Hillman (stagione 2), interpretata da Sarah Allen.
- Richard Travis (stagione 2), interpretato da Mpho Koaho.
- Sa'id (stagione 2), interpretato da Dewshane Williams.
- Michael Iturbi (stagione 2), interpretato da Ted Whittall.
- Martens (stagione 2), interpretato da Peter Outerbridge.
- Praxidike "Prax" Meng (stagioni 2-3; ospite stagione 6), interpretato da Terry Chen.
- Pyotr Korshunov (stagione 2), interpretato da Jeff Seymour.
- Lawrence Strickland (stagione 3), interpretato da Ted Atherton.
- Namono "Nono" Volovodov (stagione 3), interpretato da Raven Dauda.
- Katoa Merton (stagione 3), interpretato da Jaeden Noel.
- Annushka "Anna" Volovodov (stagione 3; ospite stagione 6), interpretata da Elizabeth Mitchell, doppiata da Alessandra Korompay.
- Klaes Ashford (stagioni 3-4), interpretato da David Strathairn, doppiato da Marco Mete.
- Monica Stuart (stagioni 3, 5-6), interpretata da Anna Hopkins.
- Elio "Cohen" Casti (stagione 3), interpretato da Brandon McGibbon.
- Stannislaw "Stanni" Kulp (stagione 3), interpretato da Ari Millen.
- Tilly Fagan (stagione 3), interpretata da Genelle Williams.
- Riko Oshi (stagione 3), interpretato da Sabryn Rock.
- Adolphus Murtry (stagione 4), interpretato da Burn Gorman.
- Coop (stagione 4), interpretato da Kris Holden-Ried.
- Lucia Mazur (stagione 4), interpretata da Rosa Gilmore.
- Elvi Okoye (stagione 4; ospite stagione 6), interpretata da Lyndie Greenwood.
- Chandra Wei (stagione 4), interpretata da Jess Salgueiro.
- Esai Martin (stagione 4), interpretato da Paul Schulze.
- Carlos "Bull" de Baca (stagione 5), interpretato da José Zúñiga, doppiato da Franco Mannella.
- Felix Delgado (stagione 5), interpretato da Michael Irby.
- Cyn (stagione 5), interpretato da Brent Sexton.
- Sakai (stagione 5), interpretata da Bahia Watson.
- Karal (stagione 5), interpretata da Olunike Adeliyi.
- Leveau (stagione 5), interpretato da George Tchortov.
- Oksana Busch (stagione 5), interpretata da Sandrine Holt.
- Emily Babbage (stagione 5), interpretata da Lara Jean Chorostecki.
- Erich (stagione 5), interpretato da Jacob Mundell.
- Josep (stagioni 5-6), interpretato da Samer Salem.
- Michio (stagioni 5-6), interpretata da Vanessa Smythe.
- Rosenfeld Guoliang (stagione 6), interpretata da Kathleen Robertson, doppiata da Eleonora Reti
- Nico Sanjrani (stagione 6), interpretatə da Joanne Vannicola.
- Gareth (stagione 6), interpretato da Ted Dykstra.
- Liang Walker (stagione 6), interpretato da Stuart Hughes, doppiato da Pasquale Anselmo.
- Sandrine Kirino (stagione 6; ospite stagione 3), interpretata da Krista Bridges.

### Personaggi minori
- Diogo Harari (stagioni 1-3), interpretato da Andrew Rotilio.
Ragazzo cinturiano.
- Michael Souther (stagioni 1-3), interpretato da Martin Roach.
Ammiraglio della UNN.
- Paolo Cortázar (stagioni 2, 5-6), interpretato da Carlos Gonzalez-Vio.
Scienziato della Protogen.
- Esteban Sorrento-Gillis (stagioni 2-3), interpretato da Jonathan Whittaker.
Segretario generale delle Nazioni Unite e amico di Anna Volovodov.
- Mei Meng (stagioni 2-3), interpretata da Leah Madison Jung.
Figlia di Prax e cavia nel progetto Caliban.
- Nancy Gao (stagioni 4-5), interpretata da Lily Gao, doppiata da Angela Brusa.
Sottosegretaria generale agli affari interni del governo di Avasarala. Dopo le sue dimissioni, si candida come segretaria generale e vince le elezioni contro Avasarala.

## Produzione
The Expanse è un adattamento televisivo dell'omonima serie letteraria (in Italia chiamata La distesa) il cui primo libro, Leviathan - Il risveglio (Leviathan Wakes), candidato al premio Hugo per il miglior romanzo, è stato pubblicato nel 2011 dalla Orbit Books negli USA e nel 2015 dalla Fanucci Editore in Italia. Prodotto dalla Alcon Television e dalla The Sean Daniel Company, la rete televisiva Syfy se ne aggiudicò i diritti nei primi mesi del 2014, ordinando direttamente una prima stagione di dieci episodi l'11 aprile 2014.
L'adattamento è curato dal duo di sceneggiatori Mark Fergus e Hawk Ostby, già autori di film come I figli degli uomini e Iron Man, i quali ricoprono la carica di show runner insieme a Naren Shankar; i primi due episodi sono stati diretti da Terry McDonough.

### Riprese
Le riprese della prima stagione si sono svolte a partire dalla seconda metà del mese di ottobre 2014 nei dintorni di Toronto, in Canada.
Le riprese della quarta stagione sono terminate l'8 febbraio 2019.

### Trasposizione dei romanzi
A grandi linee, la seguente tabella indica come sono stati adattati i romanzi sui quali è basata la serie. Come per ogni adattamento, alcuni elementi sono stati cambiati o spostati sulla linea temporale. La serie si basa anche sui romanzi e racconti brevi che integrano le vicende dei romanzi principali.
| Stagione | Episodi | Episodi | Romanzi corrispondenti       |
| -------- | ------- | ------- | ---------------------------- |
| Prima    | 10      | 10      | Leviathan - Il risveglio     |
| Seconda  | 13      | 5       | Leviathan - Il risveglio     |
| Seconda  | 13      | 8       | Caliban - La guerra          |
| Terza    | 13      | 6       | Caliban - La guerra          |
| Terza    | 13      | 7       | Abaddon's Gate - La fuga     |
| Quarta   | 10      | 10      | Cibola Burn - La cura        |
| Quinta   | 10      | 10      | Nemesis Games - L'esodo      |
| Sesta    | 6       | 6       | Babylon's Ashes - Il destino |

### Distribuzione e rinnovi
La serie ha debuttato il 14 dicembre 2015 sul canale Syfy. Lo stesso giorno, la serie è stata rinnovata per una seconda stagione composta da 13 episodi, trasmessa dal 1º febbraio 2017. Il 17 marzo 2017, SyFy ha annunciato il rinnovo della serie e la produzione di una terza stagione composta da 13 episodi, trasmessa dall'11 aprile 2018. Il 10 maggio 2018 la serie è stata cancellata, ma l'azienda Amazon ne ha in seguito acquistato i diritti di distribuzione e ordinato la produzione di una quarta e quinta stagione.
Le prime due stagioni della serie sono state distribuite da Netflix in tutti i paesi al di fuori del Nord America e della Nuova Zelanda; la prima stagione è stata pubblicata internazionalmente il 3 novembre 2016, mentre la seconda è stata pubblicata l'8 settembre 2017. In base ai nuovi contratti e alla titolarità dei diritti d'autore che sono venuti in essere in seguito all'acquisizione della serie da parte di Amazon nell'estate 2018, le prime due stagioni sono state ritirate dal catalogo di Netflix il 30 settembre 2018. Le prime tre stagioni sono state pubblicate internazionalmente su Prime Video l'8 febbraio 2019, mentre la quarta stagione è stata pubblicata il 13 dicembre 2019. Il 27 luglio 2019, la serie è stata rinnovata per una quinta stagione, la quale ha debuttato il 16 dicembre 2020, mentre il 25 novembre 2020 la serie è stata rinnovata per la sua sesta e ultima stagione, la quale ha debuttato il 10 dicembre 2021.